# Ліляна Васева
Ліляна Васева (болг. Лиляна Васева; нар. 12 серпня 1955) — болгарська спортсменка, академічна веслувальниця, срібна призерка Олімпійських ігор з академічного веслування в четвірці розпашній з рульовим, призер чемпіонату світу.

## Спортивна кар'єра
1973 року зайняла шосте місце у складі збірної Болгарії на чемпіонаті Європи в Москві в змаганнях  четвірок парних з рульовим.
1975 року завоювала у складі збірної Болгарії на чемпіонаті світу в Ноттінгемі срібну медаль в змаганнях  четвірок розпашних з рульовим.
На Олімпійських іграх 1976 Васева у складі четвірки розпашної з рульовим у фінальному заїзді прийшла до фінішу другою, завоювавши разом з подругами Гінкою Гюровою, Марійкою Модевою, Рені Йордановою та рульовою Капкою Георгієвою срібну нагороду.